# Mary Dánská
Mary (česky Marie), rodným jménem Mary Elizabeth Donaldsonová (* 5. února 1972 Hobart) je dánská královna, manželka krále Frederika X.
S Frederikem (tehdejším dánským korunním princem) se poznala v roce 2000 na letních olympijských hrách v Sydney. Vzali se 14. května 2004 v kodaňské katedrále. Mají čtyři děti: Christiana, Isabellu, Vincenta a Josefínu. V současnosti slouží jako patronka více než 30 charitativních organizací, včetně Populačního fondu OSN, evropské regionální kanceláře Světové zdravotnické organizace, Dánské rady pro uprchlíky a Julemærkefonden.
Po abdikaci královny Markéty II. dne 14. ledna 2024 se stala královnou, a je tak první evropskou královnou narozenou v Austrálii.

## Mládí
Mary Elizabeth Donaldsonová se narodila 5. února 1972 v Nemocnici královny Alexandry v Battery Pointu v Hobartu. Je nejmladší ze čtyř dětí Henrietty (rozené Horneové), výkonné asistentky prorektora Tasmánské univerzity, a Johna Dalgleish Donaldsona, akademika a profesora matematiky. Oba její rodiče pochází ze Skotska. Jejím dědečkem z otcovy strany byl kapitán Peter Donaldson (1911–1978). Jména dostala po svých babičkách, Mary Dalgleish a Elizabeth Gibson Melrose. Má dvě starší sestry, Jane Stephensovou a Patricii Baileyovou, a staršího bratra Johna Stuarta Donaldsona. Její matka zemřela na komplikace po operaci srdce dne 20. listopadu 1997, když bylo Mary 25 let. V roce 2001 se její otec oženil s britskou spisovatelkou Susan Moodyovou (rozenou Horwoodovou).
V dětství se věnovala sportu a dalším mimoškolním aktivitám. Studovala hudbu, hrála na klavír, flétnu a klarinet a hrála také basketbal a hokej.

## Vzdělání
Mary Elizabeth studovala na univerzitě v Tasmánii v letech 1989–1994, kde získala svůj bakalářský titul v oboru práva a obchodu (Bachelor of Commerce and Law – BCom.LLB). Následně pracovala pro společnosti DDB Needham, Young & Rubicam, Microsoft Business Solutions. Všechny své výdělečné aktivity ukončila po svém zasnoubení s korunním princem Frederikem.

## Nástup na trůn
V roce 2021 byla jmenována svou tchyní, královnou Markétou II., hlavou království, což jí umožňovalo působit jako regentka, když byl panovník v zahraničí.
Královnou se stala 14. ledna 2024, kdy na trůn nastoupil její manžel Frederik X. Samotná korunovace se uskutečnila v paláci Christianborg v Kodani po abdikaci předchozí královny Markéty II. oznámené již poslední den roku 2023. V ulicích Kodaně se tento den shromáždily tisíce lidí.

## Seznámení a zásnuby

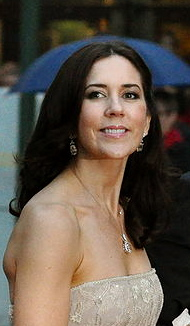
Korunní princezna Marie (2011)

Mary a Frederik se seznámili 16. září 2000 na olympijských hrách v Sydney. Jejich první setkání se uskutečnilo v baru, kam je přivedli jejich přátelé. Mary netušila, s kým má tu čest, protože Frederik se jí představil jako „Fred“ z Dánska. Podle očitých svědků se prostě dali do řeči a už nepřestali. Krásná Australanka mladému princi učarovala a zřejmě to bylo vzájemné. V následujících měsících spolu komunikovali především prostřednictvím telefonu a mailu. Jejich vztah Frederik upevňoval i tím, že podnikl několik soukromých cest do Austrálie. Situace však byla nadále neudržitelná. Mary proto učinila důležité rozhodnutí, a to přestěhovat se do Evropy. Nejdříve odjela do Francie, kde pracovala jako učitelka angličtiny, a poté nenápadně do Dánska. V té době se o Mary v dánských médiích již vědělo, ale bylo těžké získat její fotografii, natož nějaké vyjádření (poprvé byla v médiích označena za princovu přítelkyni 15. listopadu 2001). Mary se však držela stranou všech médií, přesto se stále více účastnila soukromých akcích a bylo zřejmé, že to oba myslí vážně. Nic se však nemohlo stát bez souhlasu královny Margrethe II. Ta poněkud váhala, ona ani její manžel princ Henrik nebyli nakloněni sňatkům napříč společenskými vrstvami. I přes to si nakonec Mary získala její důvěru a dne 24. září 2003 královský dvůr vydal prohlášení, že královna požádá o souhlas parlamentu s tímto sňatkem na jeho zasedání 8. října 2003.
Korunní princ Frederik a Mary Elizabeth Donaldsonová se oficiálně zasnoubili téhož dne, 8. října 2003.

## Svatba
Svatba se uskutečnila 14. května 2004 v kostele Panny Marie v Kodani. Nevěsta měla šaty od dánského návrháře Uffe Franka, na kterých se sama výrazně podílela. K oltáři ji přivedl otec a za družičky jí šly její dvě sestry Jane a Patricie a nejlepší australská kamarádka Amber Petty. Frederikovým svědkem byl jeho bratr Joachim. Dětmi, které nesly květiny, byly Maryiny neteře Erin, Kate a Madisson, Frederikův synovec princ Nikolai Dánský a syn jeho sestřenice Alexandry hrabě Richard von Pfeil und Klein-Ellguth.
Po obřadu, který trval asi hodinu, pár nasedl do kočáru a vydal se na projížďku městem. Po celé cestě jim mávaly davy nadšených lidí. První manželský polibek si novomanželé dali při odchodu z kostela před rodinou a přáteli. Po svatebních oslavách vyrazili na svatební cestu, která se uskutečnila na královské jachtě Danneborg.

## Děti
Dánský královský pár má čtyři děti:
1. Christian Waldemar Henri John (* 15. 10. 2005 Kodaň), princ dánský, hrabě z Monpezat
2. Isabella Henrietta Ingrid Margrethe (* 21. 4. 2007 Kodaň), princezna dánská, hraběnka z Monpezat
3. Vincent Frederik Minik Alexander (* 8. 1. 2011 Kodaň), princ dánský, hrabě z Monpezat
4. Josephine Sophia Ivalo Mathilda (* 8. 1. 2011 Kodaň), princezna dánská, hraběnka z Monpezat

## Mary Fonden
V roce 2007 korunní princezna Mary založila vlastní charitativní organizaci, která nese její jméno. Zaměřuje se na tři základní okruhy pomoci, kterými jsou osamělost, domácí násilí a šikana. Mary Fonden vytváří své vlastní projekty a zároveň podporuje další organizace, které mají stejné nebo podobné cíle. Jejím zatím největším úspěchem je anti-šikanový program, který byl zaveden v mateřských a základních školách po celém Dánsku.

## Cena Bambi
V roce 2014 korunní princezna Mary dostala cenu Bambi za svou charitativní činnost v oblasti boje proti domácímu násilí. The Bambi Awards je jedna z nejvýznamnějších německých cen. V minulosti ji převzala také královna Silvia Švédská a jordánská královna Rania. Korunní princezna Mary si cenu, za doprovodu svého manžela, převzala osobně na slavnostním ceremoniálu, který se konal 13. listopadu 2014 v Berlíně.

## Módní ikona
Korunní princezna Mary je ve světě velice uznávanou módní ikonou. Na oficiálních událostech střídá dánské a světové návrháře a vždy vypadá výborně. Několikrát se objevila na předních příčkách oficiálních žebříčků nejlépe oblékaných žen světa. Na návštěvě v USA Mary oslnila outfitem ve stylu Jacqueline Kennedyové a dobyla tím další módní ocenění. Poklonu jí složila i Oprah Whinfrey, americká moderátorka, která ji chtěla pozvat do svého pořadu. Tomu královský dvůr zabránil s tím, že by to nebylo vhodné. Další významné ocenění získala na svatbě knížete Alberta v roce 2011, kde byla vyhlášena druhou nejlépe oblečenou ženou. Korunní princezna Mary se od své svatby objevila na titulních stranách časopisů po celém světě (např. Vogue či Vanity Fair). V Dánsku a Austrálii se objevuje na titulní straně nějakého časopisu téměř denně.
V roce 2008 získala první místo v dánské anketě Žena roku.

## Vývod z předků
|             |                                 |  |                 |                      |  |  |  |  |  |  |  | Peter Donaldson |
|             |                                 |  |                 |                      |  |  |  |  |  |  |  |                 |
|             | Alexander Donaldson             |  |                 |                      |  |  |  |  |  |  |  |                 |
|             |                                 |  |                 |                      |  |  |  |  |  |  |  |                 |
|             |                                 |  |                 | Annie Hornová        |  |  |  |  |  |  |  |                 |
|             |                                 |  |                 |                      |  |  |  |  |  |  |  |                 |
|             | Peter Donaldson                 |  |                 |                      |  |  |  |  |  |  |  |                 |
|             |                                 |  |                 |                      |  |  |  |  |  |  |  |                 |
|             |                                 |  |                 | John Stevenson       |  |  |  |  |  |  |  |                 |
|             |                                 |  |                 |                      |  |  |  |  |  |  |  |                 |
|             | Jean Stevensonová               |  |                 |                      |  |  |  |  |  |  |  |                 |
|             |                                 |  |                 |                      |  |  |  |  |  |  |  |                 |
|             |                                 |  |                 | Roy Ritchiová        |  |  |  |  |  |  |  |                 |
|             |                                 |  |                 |                      |  |  |  |  |  |  |  |                 |
|             | John Dalgleish Donaldson        |  |                 |                      |  |  |  |  |  |  |  |                 |
|             |                                 |  |                 |                      |  |  |  |  |  |  |  |                 |
|             |                                 |  |                 | Charles Dalgleish    |  |  |  |  |  |  |  |                 |
|             |                                 |  |                 |                      |  |  |  |  |  |  |  |                 |
|             | John Dalgleish                  |  |                 |                      |  |  |  |  |  |  |  |                 |
|             |                                 |  |                 |                      |  |  |  |  |  |  |  |                 |
|             |                                 |  |                 | Jane Hayová          |  |  |  |  |  |  |  |                 |
|             |                                 |  |                 |                      |  |  |  |  |  |  |  |                 |
|             | Mary Dalgleishová               |  |                 |                      |  |  |  |  |  |  |  |                 |
|             |                                 |  |                 |                      |  |  |  |  |  |  |  |                 |
|             |                                 |  |                 | Andrew Paisley       |  |  |  |  |  |  |  |                 |
|             |                                 |  |                 |                      |  |  |  |  |  |  |  |                 |
|             | Barbara McDonaldová Paisleyová  |  |                 |                      |  |  |  |  |  |  |  |                 |
|             |                                 |  |                 |                      |  |  |  |  |  |  |  |                 |
|             |                                 |  |                 | Jessie Sutherlandová |  |  |  |  |  |  |  |                 |
|             |                                 |  |                 |                      |  |  |  |  |  |  |  |                 |
| Mary Dánská |                                 |  |                 |                      |  |  |  |  |  |  |  |                 |
|             |                                 |  |                 |                      |  |  |  |  |  |  |  |                 |
|             |                                 |  | Archibald Horne |                      |  |  |  |  |  |  |  |                 |
|             |                                 |  |                 |                      |  |  |  |  |  |  |  |                 |
|             | John Thomas Tait Horne          |  |                 |                      |  |  |  |  |  |  |  |                 |
|             |                                 |  |                 |                      |  |  |  |  |  |  |  |                 |
|             |                                 |  |                 | Mary Anna Taitová    |  |  |  |  |  |  |  |                 |
|             |                                 |  |                 |                      |  |  |  |  |  |  |  |                 |
|             | Archibald Horne                 |  |                 |                      |  |  |  |  |  |  |  |                 |
|             |                                 |  |                 |                      |  |  |  |  |  |  |  |                 |
|             |                                 |  |                 | Henry Clark          |  |  |  |  |  |  |  |                 |
|             |                                 |  |                 |                      |  |  |  |  |  |  |  |                 |
|             | Henrietta Clarková              |  |                 |                      |  |  |  |  |  |  |  |                 |
|             |                                 |  |                 |                      |  |  |  |  |  |  |  |                 |
|             |                                 |  |                 | Helen Curriová       |  |  |  |  |  |  |  |                 |
|             |                                 |  |                 |                      |  |  |  |  |  |  |  |                 |
|             | Henrietta Clarková Donaldsonová |  |                 |                      |  |  |  |  |  |  |  |                 |
|             |                                 |  |                 |                      |  |  |  |  |  |  |  |                 |
|             |                                 |  |                 | Thomas Melrose       |  |  |  |  |  |  |  |                 |
|             |                                 |  |                 |                      |  |  |  |  |  |  |  |                 |
|             | William Melrose                 |  |                 |                      |  |  |  |  |  |  |  |                 |
|             |                                 |  |                 |                      |  |  |  |  |  |  |  |                 |
|             |                                 |  |                 | Janet Dicksonová     |  |  |  |  |  |  |  |                 |
|             |                                 |  |                 |                      |  |  |  |  |  |  |  |                 |
|             | Elizabeth Gibson Melrosová      |  |                 |                      |  |  |  |  |  |  |  |                 |
|             |                                 |  |                 |                      |  |  |  |  |  |  |  |                 |
|             |                                 |  |                 | Robert Smith         |  |  |  |  |  |  |  |                 |
|             |                                 |  |                 |                      |  |  |  |  |  |  |  |                 |
|             | Catherine Smithová              |  |                 |                      |  |  |  |  |  |  |  |                 |
|             |                                 |  |                 |                      |  |  |  |  |  |  |  |                 |
|             |                                 |  |                 | Elizabeth Gibsonová  |  |  |  |  |  |  |  |                 |
|             |                                 |  |                 |                      |  |  |  |  |  |  |  |                 |